# Derrick Jones (calciatore)
Derrick Jones (Bantama, 3 marzo 1997) è un calciatore ghanese naturalizzato statunitense, centrocampista dei Columbus Crew.

## Biografia
Nato in Ghana, si è trasferito a Filadelfia nel 2012, ottenendo in seguito la cittadinanza statunitense.

## Carriera

### Club
Cresciuto nel settore giovanile dei Philadelphia Union, dopo aver militato per una stagione nei Bethlehem Steel, la squadra affiliata di United Soccer League, nel 2016 viene tesserato dagli Zolos.

### Nazionale
Ha partecipato al Mondiale del 2017 con la nazionale under-20 statunitense.

## Statistiche

### Presenze e reti nei club
Statistiche aggiornate al 1º gennaio 2018.
| Stagione        | Squadra            | Campionato      | Campionato | Campionato | Coppe nazionali | Coppe nazionali | Coppe nazionali | Coppe continentali | Coppe continentali | Coppe continentali | Altre coppe | Altre coppe | Altre coppe | Totale | Totale | Totale |
| Stagione        | Squadra            | Comp            | Pres       | Reti       | Comp            | Pres            | Reti            | Comp               | Pres               | Reti               | Comp        | Pres        | Reti        | Pres   | Reti   |        |
| --------------- | ------------------ | --------------- | ---------- | ---------- | --------------- | --------------- | --------------- | ------------------ | ------------------ | ------------------ | ----------- | ----------- | ----------- | ------ | ------ | ------ |
| 2017            | Philadelphia Union | MLS             | 12         | 0          | USOC            | 2               | 1               | -                  | -                  | -                  | -           | -           | -           | 14     | 1      |        |
| Totale carriera | Totale carriera    | Totale carriera | 12         | 0          |                 | 2               | 1               |                    | -                  | -                  |             | -           | -           | 14     | 1      |        |